# Rajd Lotos Baltic Cup 2007
Rajd Lotos Baltic Cup 2007 – 3. edycja Rajdu Lotos Baltic Cup. Był to rajd samochodowy rozgrywany od 28 do 29 lipca 2007 roku. Bazą rajdu było miasto Gdańsk. Była to piąta runda Rajdowych Samochodowych Mistrzostw Polski w roku 2007. Rajd składał się z jedenastu odcinków specjalnych.

## Wyniki końcowe rajdu[1]
| Miejsce | Kierowca             | Pilot              | Samochód                 | Czas      | Strata  | Grupa Klasa |
| ------- | -------------------- | ------------------ | ------------------------ | --------- | ------- | ----------- |
| 1       | Zbigniew Gabryś      | Artur Natkaniec    | Mitsubishi Lancer Evo IX | 1:54:29.3 | -       | N4          |
| 2       | Michał Bębenek       | Grzegorz Bębenek   | Mitsubishi Lancer Evo IX | 1:54:35.6 | +6.3    | N4          |
| 3       | Bryan Bouffier       | Xavier Panseri     | Peugeot 207 S2000        | 1:54:40.1 | +10.8   | S2000       |
| 4       | Sebastian Frycz      | Jacek Rathe        | Subaru Impreza STi N12   | 1:55:25.6 | +56.3   | N4          |
| 5       | Tomasz Kuchar        | Jakub Gerber       | Subaru Impreza STi N12   | 1:55:40.9 | +1:11.6 | N4          |
| 6       | Paweł Dytko          | Tomasz Dytko       | Mitsubishi Lancer Evo IX | 1:56:27.3 | +1:58.0 | N4          |
| 7       | Kajetan Kajetanowicz | Maciej Wisławski   | Mitsubishi Lancer Evo IX | 1:56:32.4 | +2:03.1 | N4          |
| 8       | Maciej Oleksowicz    | Andrzej Obrębowski | Subaru Impreza STi N12   | 1:56:52.5 | +2:23.2 | N4          |
| 9       | Marcin Turski        | Maja Szpotańska    | Subaru Impreza STi N12   | 1:56:54.4 | +2:25.1 | N4          |
| 10      | Michał Sołowow       | Maciej Baran       | Mitsubishi Lancer Evo IX | 1:57:30.9 | +3:01.6 | N4          |